# 太子町 (兵庫県)
太子町（たいしちょう）は、兵庫県の南西部（西播磨地域）に位置する町。揖保郡に属す。西播磨県民局管轄区域。
江戸時代の地誌『播磨鑑』により、町内宮本は宮本武蔵の出生地として有力な候補の一つとされている。

## 地理
播州平野が広がる揖保川の下流域に位置し、西部に林田川、中央部に大津茂川が南北に流れる。
- 山：檀特山、京見山、城山、馬山、北山、前山、立岡山
- 河川：大津茂川、林田川

### 隣接している自治体
姫路市への通勤率は39.1%、たつの市への通勤率は15.1%である（いずれも平成22年国勢調査）。
- 姫路市、たつの市

### 檀特山

檀特山を西望　山陽新幹線「ひかりレールスター」が檀特トンネルに入っていく。

太子町と姫路市にまたがる標高165.1mの山。
山頂にある大きな岩には伝説があり、岩のくぼみは応神天皇の御沓・御杖の跡、または聖徳太子が馬に乗って登り修行をした時についた蹄の跡と言われる。詳細は檀特山を参照。

## 歴史
「日本書紀」推古天皇14年(606年)条に、聖徳太子が法華経の講義を岡本宮で行ったため、天皇から播磨国の水田100町を与えられ、斑鳩寺(法隆寺)領として納めた、とある。この地は「鵤荘(いかるがのしょう)」と呼ばれ、町域はこの地に当たる。
昭和の大合併において、石海村・太田村の両村は姫路市との合併が取りざたされたが、具体的な動きには至らなかった。石海村はほかにも龍野町を中心とするグループ、御津町を中心とするグループにも合併候補として名前が挙がっていた。1950年9月に入って斑鳩町・石海村・太田村の3町村で合併の動きが現れ、1950年年末までに枠組みがほぼ固まった。1951年2月4日の3町村における住民投票でも3町村合併賛成の票が多数を占め、3町村議会で合併案件を可決した。龍田村は周辺町村の合併の動きに取り残される形となり、村内は太子町との合併派と姫路市への合併派とで対立していたが、大勢は太子町側であったことから、村議会での協議により太子町への編入を決めた。太子町は町村合併による功労により1956年11月に自治庁長官から表彰を受けたが、兵庫県内で表彰を受けたのは太子町のみである。
- 1931年（昭和6年）4月1日 - 斑鳩村が町制施行、斑鳩町へ。
- 1951年（昭和26年）4月1日 - 斑鳩町と石海村・太田村が合併し、太子町が誕生。石海村役場を本庁舎、斑鳩町役場・太田村役場は支所とされた。
- 1952年（昭和27年）4月1日 - 斑鳩町の支所を本庁舎、石海村の本庁舎を支所とする（主従逆転）。
- 1955年（昭和30年）1月1日 - 龍田村が編入。
- 1955年（昭和30年）5月1日 - 鵤字早溝1369番地の1に本庁舎を移転。
- 1966年（昭和41年）12月20日 - 町章を制定する。[6]
- 1976年（昭和51年） - 町制25周年を記念し「太子町歌」を制定。
- 2003年（平成15年）7月2日 - 龍野市・新宮町・揖保川町・御津町の合併協議会に加入する[7]。
- 2004年（平成16年）8月2日 - 合併協議会より脱会[7]、単独町制の道を選ぶ。
- 2015年（平成27年）9月 - 現在地の新本庁舎へ移転。

町名は、聖徳太子ゆかりの町であることからつけられた。

## 行政
- 町長：沖汐守彦（2022年11月13日就任、1期目）

歴代町長
| 代             | 氏名       | 就任日         | 退任日        | 備考                                                                     |
| -------------- | ---------- | -------------- | ------------- | ------------------------------------------------------------------------ |
| 町長職務執行者 | 三輪甚兵衛 | 1951年4月      | 1951年4月     | 元石海村長                                                               |
| 初代           | 嵯峨山作一 | 1951年4月      | 1959年4月     | 会社社長                                                                 |
| 2代            | 幸田勇     | 1959年4月      | 1963年4月     | 兵庫県議会議員。1963年の町長選で上田に敗れ落選。                         |
| 3代            | 上田勝信   | 1963年4月      | 1967年4月     | 会社社長                                                                 |
| 4代            | 中村元治   | 1967年4月      | 1981年9月     | 石海村→太子町助役。4期目途中に収賄容疑で逮捕され辞職。                   |
| 5代            | 陸井美幸   | 1981年9月      | 1989年9月     |                                                                          |
| 6代            | 大村一郎   | 1989年9月      | 2000年6月     | 太子町議会議員                                                           |
| 7代            | 首藤正弘   | 2000年8月6日   | 2012年8月5日  |                                                                          |
| 8代            | 北川嘉明   | 2012年8月6日   | 2016年8月5日  | 太子町議会議員。2016年の町長選で服部に敗れ落選。                         |
| 9代            | 服部千秋   | 2016年8月6日   | 2022年10月7日 | 太子町議会議員。不信任案が可決され失職、2022年の町長選で沖汐に敗れ落選。 |
| 10代           | 沖汐守彦   | 2022年11月13日 | 現職          | 太子町教育長                                                             |

### 衆議院
- 任期：2021年（令和3年）10月31日 - 2025年（令和7年）10月30日（「第49回衆議院議員総選挙」参照）

| 選挙区 | 議員名 | 党派名     | 当選回数 | 備考   |
| --- | ------ | ---------- | -------- | ------ |
| 兵庫県第12区（太子町、相生市、赤穂市、たつの市、宍粟市、姫路市（旧家島町・夢前町・香寺町・安富町域）、神崎郡、赤穂郡、佐用郡） | 山口壯 | 自由民主党 | 7        | 選挙区 |

## 地域

### 人口
平成22年国勢調査より前回調査からの人口増減をみると、2.72％増の33,439人であり、増減率は県下41市町中4位、49行政区域中6位。
| |                                        |  |
| 太子町と全国の年齢別人口分布（2005年） | 太子町の年齢・男女別人口分布（2005年） |  |
| ■紫色 ― 太子町 ■緑色 ― 日本全国 | ■青色 ― 男性 ■赤色 ― 女性              |  |
| 太子町（に相当する地域）の人口の推移 \| 1970年（昭和45年） \| 20,457人 \| \| \| 1975年（昭和50年） \| 24,751人 \| \| \| 1980年（昭和55年） \| 26,686人 \| \| \| 1985年（昭和60年） \| 29,663人 \| \| \| 1990年（平成2年） \| 30,477人 \| \| \| 1995年（平成7年） \| 31,634人 \| \| \| 2000年（平成12年） \| 31,960人 \| \| \| 2005年（平成17年） \| 32,555人 \| \| \| 2010年（平成22年） \| 33,438人 \| \| \| 2015年（平成27年） \| 33,690人 \| \| \| 2020年（令和2年） \| 33,477人 \| \| |                                        |  |
| 総務省統計局 国勢調査より |                                        |  |
| 1970年（昭和45年） | 20,457人                               |  |
| 1975年（昭和50年） | 24,751人                               |  |
| 1980年（昭和55年） | 26,686人                               |  |
| 1985年（昭和60年） | 29,663人                               |  |
| 1990年（平成2年） | 30,477人                               |  |
| 1995年（平成7年） | 31,634人                               |  |
| 2000年（平成12年） | 31,960人                               |  |
| 2005年（平成17年） | 32,555人                               |  |
| 2010年（平成22年） | 33,438人                               |  |
| 2015年（平成27年） | 33,690人                               |  |
| 2020年（令和2年） | 33,477人                               |  |

### 教育
令和6年度より全町立幼稚園で3歳児保育の完全実施を行う。
| 幼稚園             | 小学校             | 中学校               |
| ------------------ | ------------------ | -------------------- |
| 太子町立斑鳩幼稚園 | 太子町立斑鳩小学校 | 太子町立太子西中学校 |
| 太子町立石海幼稚園 | 太子町立石海小学校 | 太子町立太子西中学校 |
| 太子町立龍田幼稚園 | 太子町立龍田小学校 | 太子町立太子東中学校 |
| 太子町立太田幼稚園 | 太子町立太田小学校 | 太子町立太子東中学校 |

高等学校
- 兵庫県立太子高等学校

町内に特別支援学校はなく、兵庫県立西はりま特別支援学校の通学区域となる。

## 交通

### 鉄道路線
西日本旅客鉄道（JR西日本）の山陽新幹線・山陽本線が町内を通るが、駅はない。最寄り駅は姫路市の網干駅。
山陽本線では2008年3月、同様に駅がなかった山口県玖珂郡和木町に和木駅が開業したため、同線が通っているのに駅がない唯一の市町となった。

### 路線バス
- 神姫バス

### 道路
- 一般国道
  - 国道2号 : 太子竜野バイパス
  - 国道29号 : 姫路西バイパス
  - 国道179号
- 都道府県道
  - 兵庫県道27号太子御津線
  - 兵庫県道29号網干たつの線
  - 兵庫県道133号網干停車場新舞子線
  - 兵庫県道420号石倉太子線
  - 兵庫県道421号大江島太子線
  - 兵庫県道423号西脇誉田線
  - 兵庫県道424号上太田鵤線
  - 兵庫県道437号東觜崎網干停車場線
  - 兵庫県道725号門前鵤線

## 産業

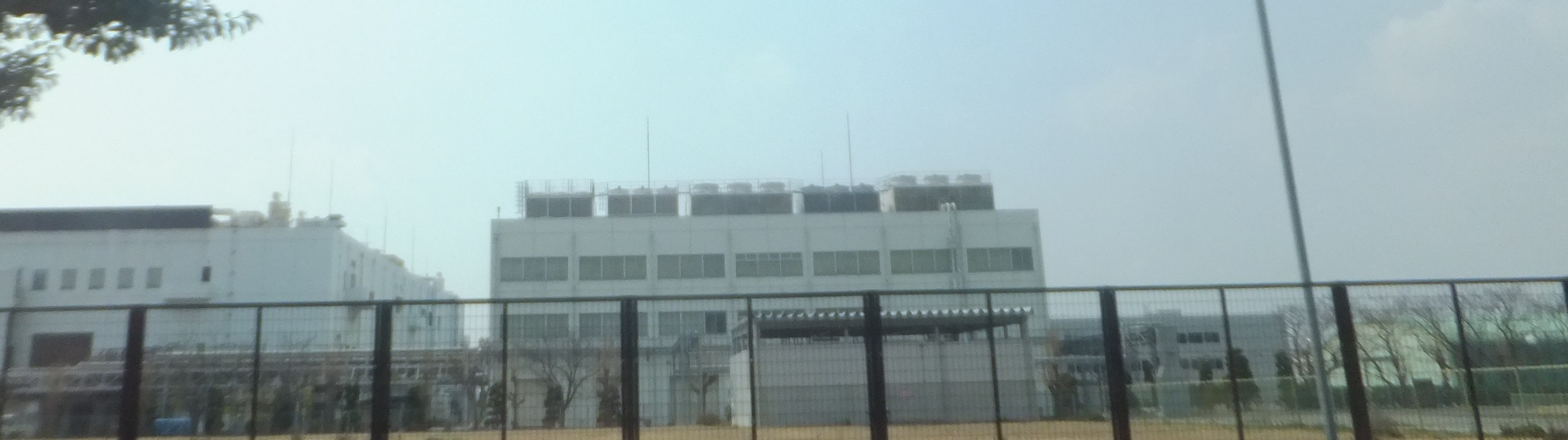
東芝姫路半導体工場

### 金融機関
銀行
- みなと銀行網干駅支店

信用金庫
- 西兵庫信用金庫太子支店
- 播州信用金庫太子支店
- 姫路信用金庫太子支店
- 兵庫信用金庫太子支店

農協
- 兵庫西農業協同組合太子支店 - 指定金融機関

### おもな企業
- 株式会社東芝
東芝姫路工場太子分工場および姫路半導体工場のほか、関連企業がある。ブラウン管の製造を終了し、大画面薄型テレビ向け表面伝導型電子放出素子ディスプレイを製造する予定だったが、計画は白紙撤回となった。
- 株式会社うかいや
出光興産の特約店として、龍野や赤穂、相生などの国道2号沿線を中心に西日本各地や愛知県、神奈川県、鳥取県、福岡県でガソリンスタンドを展開している。その他、兵庫県内では書店や飲食店、コンビニエンスストアの営業を行っている。
- ヤマダストアー株式会社
同社創業の地であり現在も本社を置く。ただし現在店舗は西播磨にはなく、姫路市に6店、加古川市に1店、高砂市に1店がある。
- 西日本旅客鉄道株式会社
町内に駅はないが、大規模な車両基地（網干総合車両所）が所在する。JR神戸線・JR京都線・琵琶湖線・播但線などで使用される車両の整備を一手に引き受けている。「網干」と付いているが、明石電車区網干派出、網干電車区時代から姫路市網干区ではなく太子町に所在している。

### 郵便局
- 太子郵便局

## 電話番号
2006年5月14日午前2時より、太子町を含む姫路MAの市外局番は079（市内局番は200 - 216、218 - 316、318 - 320、322 - 330、332 - 339）に統一された。
天気予報は姫路MA(0792-177)が廃止され、神戸MA(078-177)に統合された。
- 0792-DE-FGHJ → 079-2DE-FGHJ 　太子町、姫路市（旧市街地、香寺町）
- 07932-E-FGHJ → 079-32E-FGHJ 　姫路市（旧家島町）、たつの市（旧御津町）
- 07933-E-FGHJ → 079-33E-FGHJ 　姫路市（旧夢前町）

## 名所・旧跡・祭事・催事

### 名所・旧跡
- 斑鳩寺（新西国三十三箇所第32番札所）

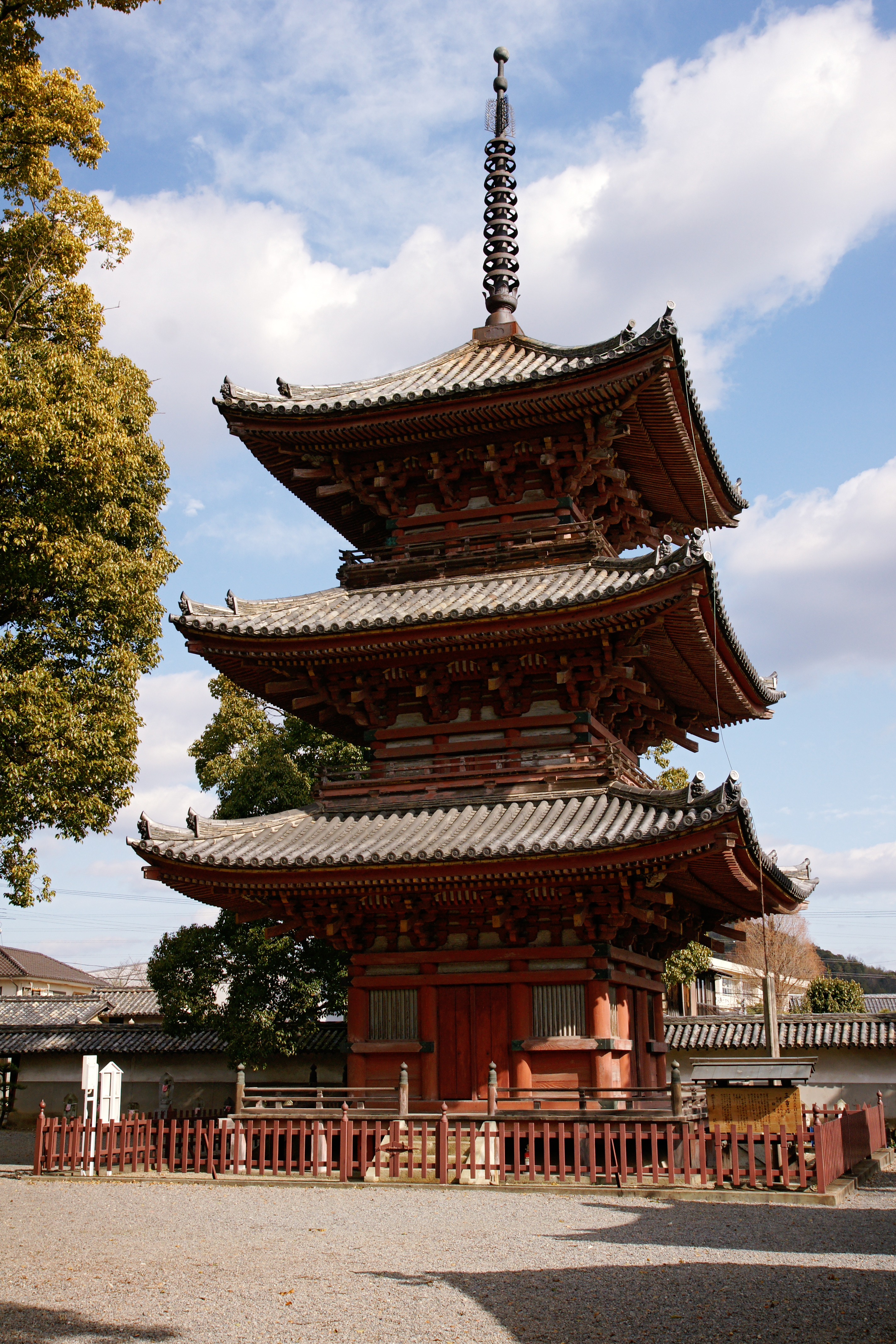
斑鳩寺三重塔

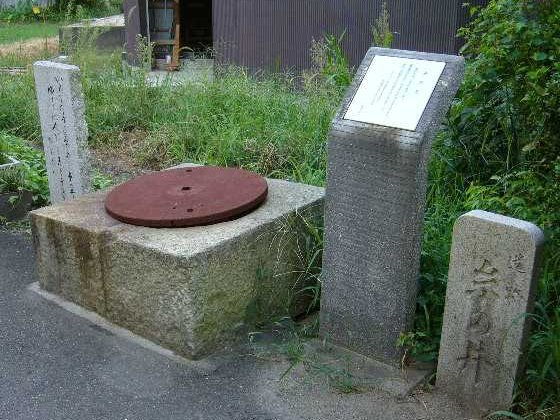
糸の井

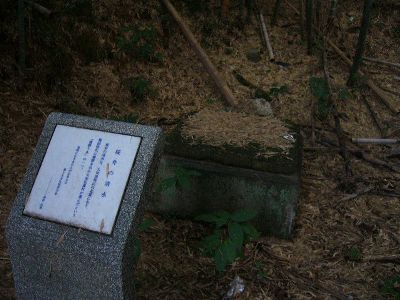
桜井の水

- 糸の井（この井戸の水は顕実上人の硯水 として使われたと言われる）
- 桜井の水（赤松義村が定めたとされる播磨十水の一つとされる）

### 文化施設

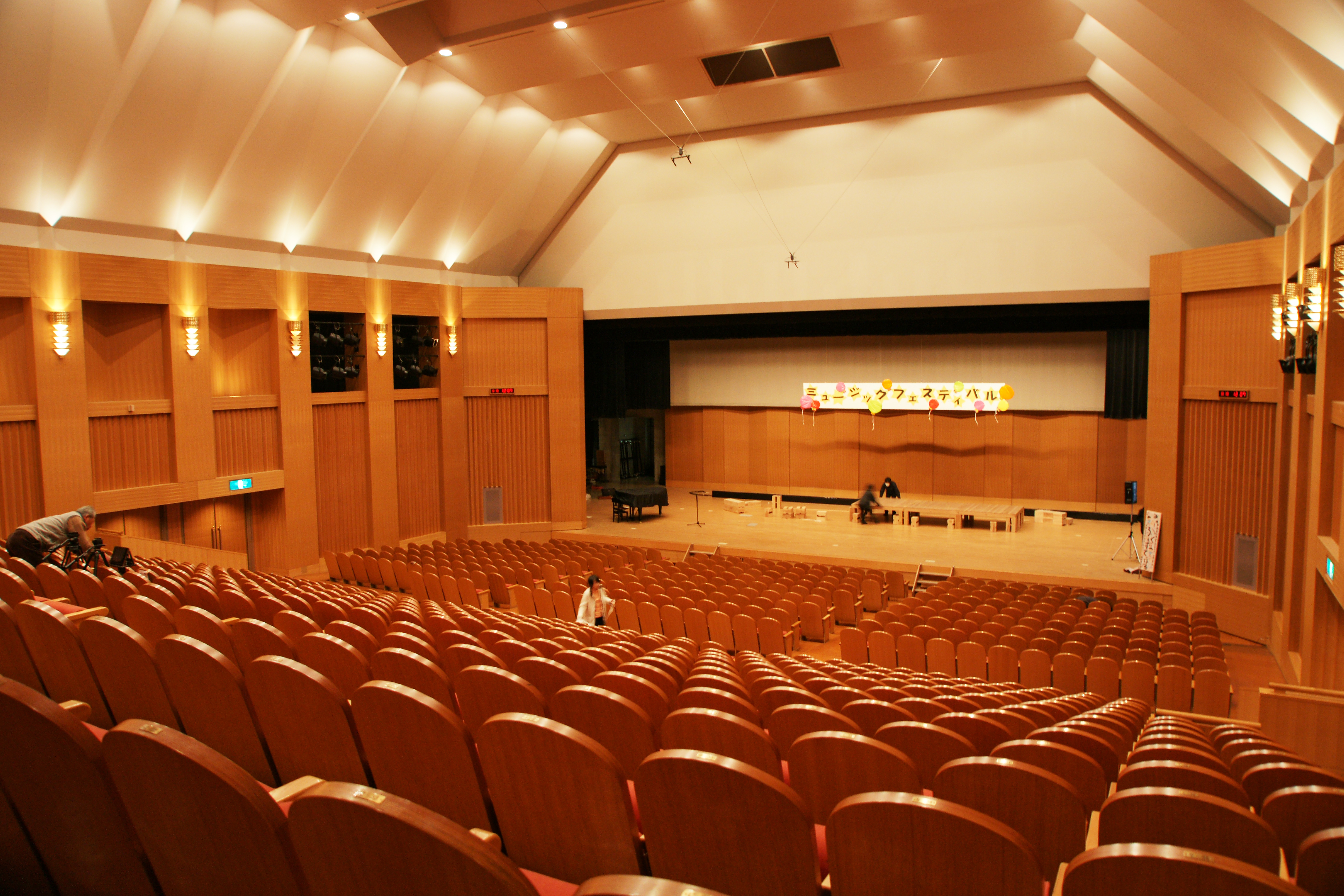
太子町立文化会館あすかホール

- 太子町立文化会館あすかホール
- 太子町立歴史資料館
- 太子町立図書館

### 祭事
- 播州の秋祭り（10月中旬から10月下旬にかけて）
  - 稗田神社秋季例祭 - 稗田神社　10月の第2土日曜日
  - 黒岡神社秋祭り - 黒岡神社　10月の第2土日曜日

### 歴史行事
- 太子会式
  - 春会式（毎年2月22日・23日）
  - 夏会式（毎年8月21日・22日）

### 催事
- 太子レンゲまつり

## 出身有名人
- 八木佐太治、実業家・衆議院議員。
- 山田恵諦（第253世天台座主）、名誉町民[12]
- 安田青風（歌人）、名誉町民[12]

### ゆかりの人物
- 野口聡一（宇宙飛行士、神奈川県出身） - 3歳のときから小学校5年生まで過ごしており、名誉町民となっている[12]。